# Улица Мичурина (Павловск)
Улица Мичу́рина — улица в городе Павловске (Пушкинский район Санкт-Петербурга). Проходит от Берёзовой до Елизаветинской улицы. Далее продолжается улицей Александра Матросова.
Участок чётной стороны от Берёзовой улицы до улицы Правды в 1794—1934 году входил в состав улицы вдоль по валу городскому. В 1840-х она стала улицей по валу, в 1850-х — Бульва́рной улицей, а в 1934—1939 годах пошла в состав Пограни́чной улицы.
Другая часть с 1832 года носила длинное название — дорога из Графской Славянки в Царское Село и шла от Садовой улицы до границы города, включая часть нечётной стороны современной Берёзовой улицы. Дорога вела из мызы Графская Славянка (ныне Красная Славянка).
В 1858 году участок от Берёзовой до Гуммолосаровской улицы вошёл в состав Пограничной улицы. На участке от Гуммолосаровской до конца с этого времени существовало название Славя́нская дорога. В 1880-х годах в связи с переименованием Графской Славянки в Царскую Славянку появляется наименование Царско-Славянское шоссе, а позже — Царскославянская дорога. С начала XX века — Царскославянская улица.
Примерно в 1918 году переименована в Сове́тское шоссе с целью выражения революционного духа времен и в противопоставление прежнему наименованию.
Примерно в 1939 году весь проезд, включая Бульварную и Пограничную улицы, получил название улица Мичурина — в честь русского биолога И. В. Мичурина.
Вдоль нечётной стороны улицы Мичурина под землей проходит одна из труб Таицкого водовода, прорытого там в 1777—1787 годах и сегодня признанного объектом культурного наследия федерального значения. На участке от переулка Мичурина до дома 28 улица Мичурина проходит по территории объекта культурного наследия федерального значения «Парк „Александрова Дача“». Там же улица по мосту пересекает реку Тызьву.
Чётную сторону между Медвежьим переулком и Гуммолосаровской улицей занимает сквер Победы.

## Перекрёстки
- Берёзовая улица
- Медвежий переулок
- Гуммолосаровская улица
- улица Правды
- переулок Мичурина
- Елизаветинская улица / улица Александра Матросова